# Амалія Фройд
Амалія (Малка) Натансон, у шлюбі Амалія Фрейд також Амалія Фройд (18 серпня 1836, Броди, нині Львівська область — 12 вересня 1930, Відень) — мати Зиґмунда Фройда, австрійського невропатолога єврейського походження, психотерапевта, психолога, культуролога і філософа, засновника психоаналізу і Фройдизму.

## Життєпис
Народилася 18 серпня 1836 року в м. Броди (Королівство Галичини та Володимирії, Австро-Угорщина, нині Львівська область, Україна). Бабуся Фройда по лінії матері була одеситкою, тому до 16-ти років Амалія Натансон виростала в Одесі, де проживали два її брати, потім із батьками переїхала до Відня.
29 липня 1855 — у Відні був укладений шлюб батьків Зиґмунда Фройда — Якоба Фройда і Амалії Натансон. Вона була другою (за деякими даними — третьою) дружиною Якоба Фройда (18.12.1815-1896) — дрібного комерсанта, торговця вовною і сукном. Якобу йшов 40-й, Амалії — 19-й, вона була молодшою за обох синів Якоба від його попереднього шлюбу.
Народила вісьмох дітей. У неї було 14 онуків і 19 правнуків. Після первістка Зиґмунда Фройда, у неї народилися п'ять дочок і два сини: Анна (1858—1955), Роза (1860—1942), Марія (Міці) (1861—1942), Адольфіна (Дольфі) (1862—1942), Паула (1864—1942), Юліус (1857—1858) і Александр (1866—1943).
Взаємну ніжну прихильність мати та Зиґмунд Фройд пронесли через усе життя.
У період з 1856 по 1859 рік сім'я Фройдів жила в місті Фрейберг (Австро-Угорщина, нині Пржибор, Чехія), потім деякий час проживала в Лейпцигу.
1860 року Амалія з сім'єю оселилася в Леопольдштадт — єврейському кварталі Відня.
За спогадами бучачанина Ізидора Ґельбарта (збірник «Бучач і Бучаччина») батьки З. Фройда переїхали з Бучача до Відня перед І-ю світовою війною.
Померла від туберкульозу у 95-річному віці у Відні.
За припущенням українських істориків психоаналізу, в Львівській області й досі можуть проживати родичі Амалії Натансон.